# توریویجا
توریویجا (انگلیسی: Torrevieja) یک شهر ساحلی-دریای مدیترانه و شهرداری در کاستا بلانکا، در استان آلیکانته، بخش خودمختار والنسیا در جنوب شرقی اسپانیا است. این شهر در یکی از تنها مناطق اسپانیایی زبان بخش خودمختار والنسیا است.
توریویجا در حدود ۵۰ کیلومتری جنوب شهر آلیکانته قرار دارد و طبق سرشماری سال ۲۰۱۱ حدود ۹۰ هزار نفر جمعیت داشته است. آخرین تخمین رسمی (۲۰۱۹) ۸۳٫۳ هزار نفر جمعیت است. توریویجا در اصل یک دهکده معدنی نمک و ماهیگیری بود.